# Indolpium asiaticum
Espèce
Indolpium asiaticum est une espèce de pseudoscorpions de la famille des Olpiidae.

## Distribution
Cette espèce est endémique du Tamil Nadu en Inde.

## Étymologie
Son nom d'espèce lui a été donné en référence au lieu de sa découverte, l'Asie.

## Publication originale
- Murthy & Ananthakrishnan, 1977 : Indian Chelonethi. Oriental Insects Monographs, no 4, p. 1-210.